# Хайланд
Если вы искали статью об области Шотландии, см. Хайленд

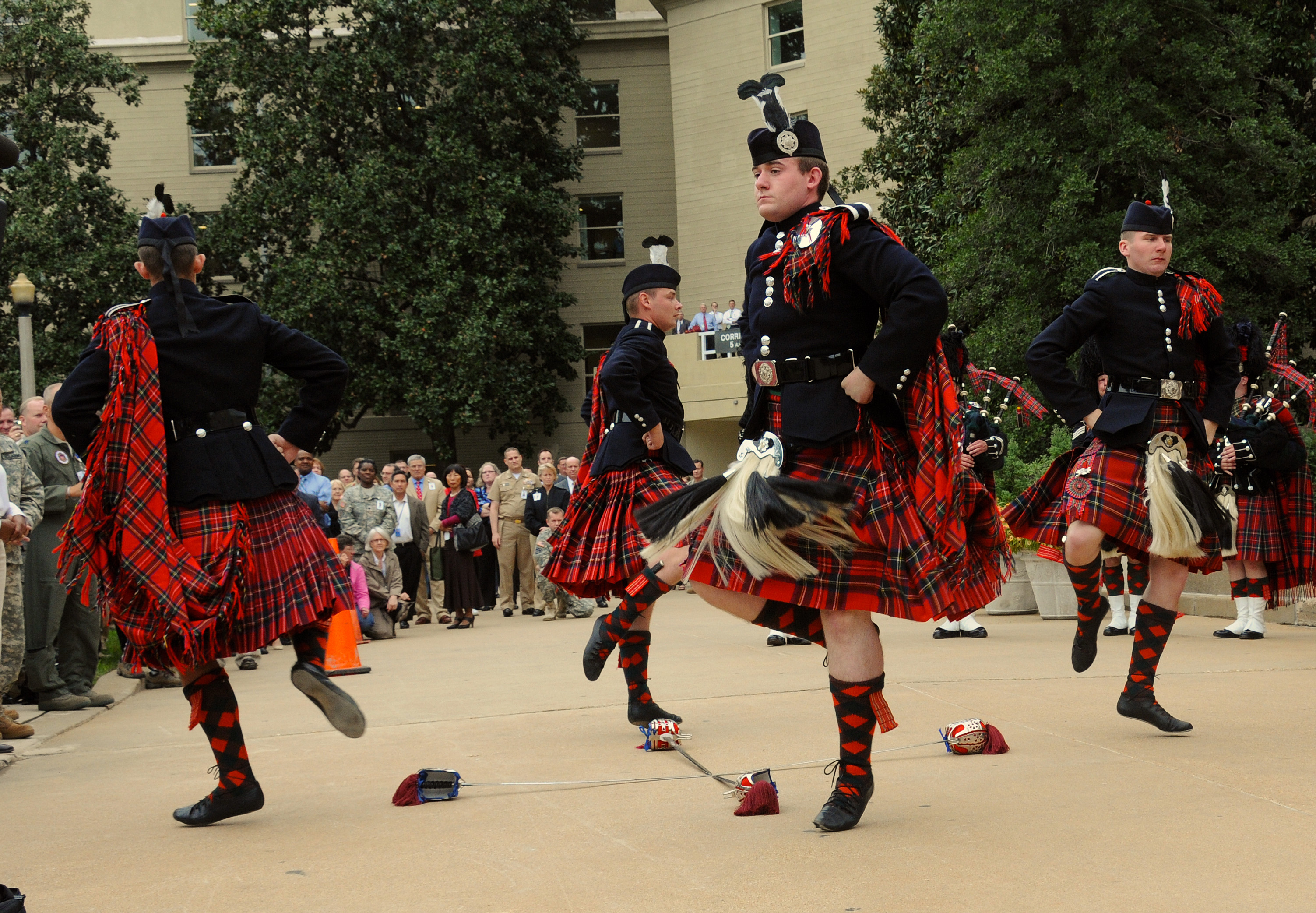

Хайланд — один из видов традиционного шотландского танца. Танец строится в основном на прыжках на высоких полупальцах и работе ног; корпус держится всегда прямо; руки участвуют мало и в основном находятся в одной из немногочисленных позиций.

## Вступление
Термин highland dancing (с англ. — «Танцы горцев», далее «хайланд») сейчас обычно используется для обозначения особенного стиля шотландских сольных танцев, которые выделились в течение XIX и XX века из соревнований, проводимых в рамках праздников и Горских Игр (от англ. Highland Games). Типичной и обязательной чертой этих соревнований был аккомпанемент волынщика. Танцор же обязательно выступал в специальной танцевальной обуви — гилли (от шотл. ghillies).
Термин, отчасти вводящий в заблуждение, так как только один вид танца сформировался, собственно, в Высокогорье (от англ. Scottish Highland). Хайланд вообще подвергался очень большому влиянию извне, например, очень большое воздействие на танец оказывала городская эстетика, к которой привыкали судьи соревнований и покровители танцоров хайланда в XIX веке.
Не следует путать хайланд и Шотландские бальные танцы (от англ. Scottish Country Dance).

## Базовое описание хайланда
В наши дни хайланд, который можно увидеть во время Горских Игр, имеет более соревновательную и техничную форму, достигнутую многими часами практики и тренировок в течение нескольких лет. По своим терминам и техническим требованиям к выступлению, хайланд теперь имеет много общего с профессиональным балетом и спортом. Оттуда он позаимствовал большую выносливость и силу ног.
В хайланде, в отличие от бальных танцев, танцоры всегда танцуют на полупальцах. Во многих отношениях, хайланд выделился из сольного степового танца, но пока степовый танец был сосредоточен исключительно на ритме и ударах ногами в жесткой обуви, хайланд начал включать в себя не только комбинации шагов, но и, также, использование всей верхней части тела, рук и движения кистями. Даже при таких условиях он все ещё оставался одной из форм степового танца, так как основные элементы хайланда были все также связаны с работой стопы.
Хайланд не может быть отнесен к шотландским бальным танцам, хотя оба вида этих танцев являются как групповыми: танцор взаимодействует с одним партнером или с несколькими; так и фигурными: основной элемент — групповое движение по заданному шаблону, как кадрили. Некоторые хайланд танцы произошли из традиционных групповых танцев, например, «Highland Reel», также известный как «Foursome Reel», в котором четыре танцора чередуют степовые шаги лицом друг к другу с прогрессией фигуры восьми (от англ. Figure of eight). Даже при таких условиях, на соревнованиях участников, танцующих «Highland Reel», судят индивидуально. Большинство же хайланд танцев типа «флинг» (от англ. fling) являются сольными.

## История возникновения
По-видимому, некоторые виды танцев с мечами (от англ. sword dance) исполнялись воинами в разных частях Европы в доисторический период. Но некоторые виды их также характерны и для позднего Средневековья. Ритуальные и боевые танцы, которые прославляли эпические подвиги и военное искусство были характерной чертой шотландской культуры и фольклора. Самые ранние ссылки на такие танцы упоминаются в Шотландских Хрониках (от англ. Scotichronicon), которые были составлены Уолтером Боуэром (Walter Bower) в 1440-х годах. В данном отрывке речь идет об Александре III и его второй женитьбе на французской титулованной дворянке Иоланде де Дрё в Джедборо, 14 октября 1285 г. «Во главе процессии были искусные музыканты с различными духовыми инструментами, включая волынки; следующие за ними танцоры блистательно исполняли военные танцы с затейливыми махами ногами то туда, то сюда. Замыкала шествие фигура, о которой трудно было сказать: человек это или призрак. Казалось, она скользит, как привидение, а не идет пешком. В тот момент, когда она будто бы пропала из поля зрения, вся безумная процессия остановилась, песни затихли, музыка прекратилась, а танцующая группа неожиданно замерла». В 1573 г. шотландские наемники рассказывали о представлении шотландского танца на мечах перед шведским королём Юханом III на приеме в стокгольмском замке. Танец, настоящая изюминка праздника, был использован в качестве части заговора убийства короля, когда убийцы могли обнажить своё оружие, не возбуждая подозрений. К счастью для короля, в решающий момент условный сигнал не был подан заговорщиками.
«Танец на мечах и танцы горцев» были включены в прием в честь Анны Датской в Эдинбурге в 1589 г.; композиция из разных фигур танца на мечах и акробатических элементов была представлена перед Яковом VI в 1617 г., а затем и перед Карлом I в 1633 г., Объединением скорняков и перчаточников г. Перта. «Трон Его Величества был установлен у стены, рядом с Water of Tay, по которому плавал деревянный помост, выложенный корой. Приветствуя Его Величество, на помосте плясали тринадцать наших братьев из цеха перчаточников в зеленых шляпах, с серебряными шнурками и красными лентами, в белых ботинках и с бубенчиками на ногах, с мелькающими в руках клинками. Это был наш танец с мечами, с множеством сложных перестроений. Пятеро братьев стояли на плечах пятерых других, а ещё трое отплясывали перед ними, одновременно не переставая пить вино и бить стаканы. И при всем этом, слава Богу, никто не пострадал».
Политика подавления, выбранная Британским Правительством против культуры Горцев, достигла высшей точки в 1747 г., когда вступил в силу Акт обличения, который запрещал гражданскому населению надевать килт. Акт был отменен в 1782 г., и в начале XIX в. наступила эпоха некоторой романтизации культуры Горцев. Это возрождение, позже форсированное королевой Викторией, дало начало Горским Играм в том виде, в котором они известны сейчас. Хайланд был составной частью Игр с самого начала их современного возрождения, но выбор танцев, представляемых на Играх, был умышленно сужен, главным образом, для удобства судей. Поэтому, несмотря на то, что традиционные Игры Горцев выглядят на первый взгляд как стимулирующие и оберегающие хайланд, тем не менее, множество более старых танцев было утеряно, так как никто не посчитал их важными и дающими «стоящий» результат при должной практике, а равно и интересными на соревнованиях. Представление оставшихся танцев на соревнованиях также находилось под влиянием стиля самого танцора, поэтому об аутентичности говорить не приходится.
По неписаным правилам в Играх Горцев могли участвовать только мужчины, следовательно, хайланд танцевался исключительно танцорами-мужчинами. Женщины могли принимать участие в групповых социальных танцах, а девочки могли брать уроки женских соло танцев — ледис степ (от англ. ladies’ step). На деле же учителя танцев часто поощряли своих самых многообещающих учеников исполнять соло-танцы на так называемых ассамблеях — внутришкольных вечеринках.
В конце XIX в. молодая женщина, которую звали Дженни Дуглас (Jenny Douglas) решила выступить на соревнованиях по хайланду. Так как это не было явно запрещено, она была допущена к участию. С тех пор количество участвующих в соревнованиях женщин увеличивалось, пока в наши дни не достигло 95 % от всего количества танцоров. Существует уже несколько мировых чемпионов — женщин, признанных Ассамблеей Ковэла, занимающейся организацией соревнований с 1948 г. Первым взрослым американцем, ставшим чемпионом мира по хайланду, был Хью Бигни (Hugh Bigney), он получил этот титул в 1972 г. Более того, тремя первыми чемпионами мира были женщины: Мэй Фэлконер (May Falconer) в 1948 г. и Маргарет Сэмсон (Margaret Samson) в 1949 г. и 1950 г. Эта феминизация народного искусства послужила важным толчком в процессе увеличения прав женщин в общественной жизни, особенно после того, как роль мужчин — воителей была уже не так важна.

## Структура и организация
По всему миру существует множество хайланд-объединений, и едва ли большинство их находится в США по официальной статистике Шотландской официальной комиссии хайланда (далее SOBHD — Scottish Official Board of Highland Dancing), сформированной в 1950 г. как мировой орган управления стандартами и соревнованиями по хайланду. SOBHD стандартизировала танцевальные шаги для выступлений, утвердила правила для соревнований и формы одежды, а также взяла на себя функцию сертификации соревнований, танцоров и квалификации преподавателей. Мировой чемпионат по хайланду ежегодно проводится при участии Ковэлской Ассамблеи Хайланда с 1934 г. Сегодня этот чемпионат официально поддерживается SOBHD на трех уровнях: детский, юношеский и взрослый.
SOBHD в целом представляет собой большинство конкурсных танцоров хайланда, а также является общемировым официальным органом по хайланду. Она несет ответственность за стандартизацию этого вида танца во всем мире. Она также собирает в себе представителей множества разных объединений хайланда со всего мира. Главная функция SOBHD заключается в том, чтобы объединять разрозненные ассоциации, организации и индивидуальных танцоров, связанных с хайландом.
Представители комиссии присутствуют на соревнованиях по хайланду, несмотря на то, что не всегда организуют их. Другие соревнования, не поддерживаемые SOBHD, проходят при поддержке других организаций; зарегистрированным в SOBHD танцорам запрещено принимать участие в таких соревнованиях. Также танцоры, незарегистрированные в SOBHD, не могут принимать участие в соревнованиях, организуемых этой комиссией. Это является причиной некоторой путаницы среди танцоров. Каждый год SOBHD выбирает шаги, которые будут представлены танцорами на соревнованиях по всему миру. Они также публикуются в официальных книгах по технике танцевания хайланда для танцоров и преподавателей.
Комиссия составляет делегации из Экзаменационных Жюри (профессиональных ассоциаций преподавателей), аффилированных организаций Австралии, Канады, Южной Африки, Новой Зеландии и США, которые представляют все организаций по хайланду в разных странах. Представители организаций в Соединённом Королевстве, независимые члены и почетные члены также имеют право голоса в SOBHD.
SOBHD пополняет общемировой список судей, записи в который вносятся на основе сдачи экзамена. Такие экзамены периодически проводятся в разных городах и странах и, по крайней мере, раз в год в Шотландии. Общемировая регистрационная система для танцоров также управляется SOBHD. Участники соревнований регистрируются с помощью представителей регистрационного офиса SOBHD своей страны. Это позволяет всем регистрироваться не только в штаб-квартире SOBHD в Эдинбурге. Зарегистрированные танцоры являются держателями регистрационной карты SOBHD, которая показывает его настоящую выступательную категорию или уровень и дает им право участия во всех соревнованиях в рамках своей категории по всему миру.
В экзаменационном жюри в SOBHD состоят квалифицированные преподаватели. Организаторы соревнований и множество ассоциированных членов SOBHD проводят их по правилам SOBHD. Организаторы соревнований, которые не являются прямыми членами SOBHD, могут проводить свои соревнования по правилам SOBHD обычно под покровительством аффилированых членов SOBHD.
Однако, SOBHD не только управляющая организация, которая следит за строгим выполнением правил. В Новой Зеландии танцевание хайланда регламентируется Новозеландской академией хайланда и национального танца; в Австралии — Шотландской танцевальной ассоциацией Австралии и Викторианским Шотландским Союзом. Другая организация, Шотландская официальная ассоциация хайланда, действует совершенно отдельно от SOBHDv и имеет множество сторонников преимущественно в Шотландии, но также и в других местах, включая Австралию и Новую Зеландию.
Британская ассоциация преподавателей танца (B.A.T.D.), Альянс преподавателей шотландского танца (S.D.T.A.) и Альянс Соединённого Королевства (U.K.A.) также являются профессиональными органами в Соединённом Королевстве, которые проводят экзамены по хайланду по всему миру и сертифицируют профессиональных преподавателей хайланда. Преподаватели, которые являются членами этих организаций, обязаны сдать танцевальный экзамен также хорошо, как устный. Членам любой из этих ассоциаций необходимо придерживаться правил проведения экзаменов в этих организациях так же, как и следовать их уставу. Ассоциации предполагают профессиональное развитие для преподавателей во время проводимых мастер-классов для танцоров. Все три ассоциации имеют право голоса в SOBHD, участвую в регулировании общемирового сообщества хайланда.
Ассоциации имеют одинаковые программы обучения традиционным хайландовым танцам, однако они могут иметь незначительные технические отличия в некоторых танцах «нэшнл» (от англ. national). Большинство преподавателей хайланда в Северной Америке являются членами B.A.T.D. и S.D.T.A., тогда как члены U.K.A. в основном сконцентрированы в Соединённом Королевстве. Методы представления нэшнл танцев всех трех ассоциаций признаются на соревнованиях.
Преподаватели должны быть полными членами одной из трех профессиональных преподавательских ассоциаций, чтобы иметь право готовить учеников к соревнованиям, поддерживаемым SOBHD. Эти ассоциации вместе с SOBHD гарантируют, что стандарты и техника подготовки танцоров хайланда будут постоянно совершенствоваться, что позволит танцорам участвовать в соревнованиях по всему миру и быть уверенными в том, что их техника будет везде оцениваться официальными судьями SOBHD.

## Судейство
Судьи оценивают танцора по трем критериям: слаженность, техника и исполнение/умение держать себя. Слаженность касается умения танцора следовать ритму музыки. Техника подразумевает правильное выполнение выбранных шагов вместе с остальными движениями тела, включая движения головы, рук и кистей рук. Артистичное исполнение является важнейшим элементом в любом виде танцев. Артистизм, в общем, не может быть измерен или сведен к какому-то набору правил или специфических моментов, но является умением танцора или артиста выразить чувства, понимание и признательность этому виду искусства.
Различные управляющие органы устанавливают свои собственные параметры представления танцев и системы баллов для оценки танцоров, а также определяют их класс и переход из одного класса в другой.
Понятие того, какие танцы должны исполняться, сильно менялись с годами. Например, на соревнованиях сегодня танцора, исполняющего танец на мечах в стиле начала XX в., немедленно бы дисквалифицировали. Раньше возникала жуткая путаница с тем, что определённые стандарты действовали только в определённых местах, но позже была сформирована SOBHD с её стандартами, которые приняло большинство участников соревнований. Некоторые танцоры считали, что такое прямое регулирование постепенно уменьшит количество вариаций шагов и танцев, и с течением времени этот вид искусства будет утерян.

## Виды танцев

### Хайланд
Шотландские солдаты совершенствовались в «обязательном владении широким мечом, используемым в определённых танцах, демонстрирующих их ловкость» (Logan, James. The Scottish Gael p. 440). Тренировка включала в себя танцы с двумя обнаженными мечами, лежащими крест накрест на полу, а танцор должен был ловко двигаться вокруг и между ними. Такое передвижение определёнными шагами между скрещенными лезвиями мечей, как в «Gille Chaluim», долгое время было связано с танцами перед решающей битвой или с победой над противником. Легенда говорит, что однажды накануне битвы один горский вождь созвал лучших танцоров своего клана, которые умели танцевать танец с мечами. Он сказал, что, если он успешно уклонится от касания любого из двух мечей, то это будет знак того, что день завтрашней битвы будет удачным для клана. Другие практические толкования значений этого танца могут быть найдены в тренировочных залах школ фехтования старого стиля, где студенты, изучающие фехтование на мечах, развивают свои стопы, двигаясь по определённым геометрическим фигурам: крестам, квадратам и треугольникам, нарисованным на полу.
В другой версии шотландского танца с мечами, горский солдат танцевал на небольшом щите, здесь есть сходство с античным римским упражнением, в котором мужчина становился на щит, чтобы защищаться и устоять, когда другие попытаются столкнуть его. Многие из хайланд-танцев, которые сейчас утеряны, исполнялись с традиционным оружием, включая секиру, палаш, щит и шотландский короткий меч, цеп. Старая танцевальная песня с острова Скай «Я снесу твою башку» («Buailidh mi thu anns a' cheann» (I will strike your head)). «Разбитая голова» — так в Британии назывался победный удар в боях на дубинах; «если кровь, появившаяся выше линии бровей, стекает более чем на дюйм, то участник боя считается побежденным и обязан остановиться». Танец с коротким мечом, в котором танцор размахивал оружием, часто связывают с танцем на мечах или танцами «Mac an Fhorsair», (англ. The son of the Forester), «Broad Sword Exercise» или «Bruicheath» (англ. Battle Dance). Они упоминаются на нескольких ресурсах, обычно военных, и могут быть представлены в различных вариациях, практикуемыми двумя мастерами танца в дуэльной форме или как соло танец.
Мелодия для танца «Gille Chaluim» (англ. Gillie Callum и обозначает «Слуга Кэлума») была сочинена к возвращению короля Малькольма III (XI в.) Шотландского, но танец вряд ли был создан раньше XVII в. Соответствуя традиции, скрещенные мечи лежали на земле перед битвой, пока солдат танцевал вокруг и между лезвий. Если его стопа задевала мечи, он мог быть ранен в битве. Эта традиция могла происходить из суеверий, часто окружавших культуру воинов.
Одна очень романтичная теория о хайланд флинге состоит в том, что это танец триумфа окончания битвы. Другая, куда менее романтичная легенда, говорит о том, что танец исполнялся перед битвой, как и танец на мечах, на щите танцора. Щит должен был иметь острие в середине, вокруг которого и должен был танцевать танцор, делая легкие и резкие движения, прыгая и, оберегая ноги, отгонять злых духов. Танцор был ограничен в передвижениях и щелкал пальцами (это требование со временем перестало быть существенным, и было заменено простым держанием рук поднятыми с соединёнными кончиками большого и среднего пальцев, а остальные пальцы должны быть напряжены и отставлены в сторону). Явно видна трудность танцевания вокруг наточенного острия щита, большинство правдоподобных теорий заключаются в том, что хайланд флинг нисколько не отличается от Foursome Reel. На вечеринках соперничали, придумывая необычные сольные шаги, но на официальных соревнованиях шаги и их продолжительность объявлены заранее.
Другая история рассказывает о флинге, как об изображении движений оленя. История повествует о мальчике, который увидел оленя, а отец попросил его описать животное. Он не нашел подходящих слов и начал танцевать, а позиция, в которой он держал руки, имитировала оленьи рога.
Таллох — деревня на северо-востоке Шотландии. Предполагается, что «Ruidhle Thulaichean» (англ. The Reel of Tulloch) возник, когда прихожане вынуждены были ждать в церкви для венчания священника в холодный день. Во время этой проволочки они насвистывали мелодию, а кто-то даже сымпровизировал танец. Более жуткая версия этой истории: танец появился из грубой игры в футбол, в который жители Таллоха играли отрубленной головой врага; гэлльский текст этой песни подтверждает такую версию.
«Seann Triubhas» (по англ. произносится как Shawn Truas, дословно — «старые или ненужные штаны») романтически связывается с объявлением вне закона горской национальной одежды после восстания 1745 года. Шаги включают в себя множество махов ногами, символизирующих скидывание штанов, а в финал быстрые шаги, показывающие возвращение килта. Однако, танец значительно моложе: большинство его шагов датируется концом XIX в.
Подобно другим танцевальным традициям, которые называют хайланд смешанным, постоянно меняющимся видом танца, соответственно новым представлениям об эстетике и интерпретации прошлого. Лишь некоторые элементы дошли до нас неизменными сквозь века, остальные же довольно современные. Большинство танцев исполняемых сейчас были составлены в XIX в.

## Характерные и национальные танцы
Поскольку к соревнованиям до 1986 г. имели отношение всего четыре танца — «The Sword Dance», «The Sean Triubhas», «The Reel of Tulloch» и «The Highland Fling», было необходимо добавить несколько танцев в репертуар соревнований. Например, два характерных танца «The Sailor’s Hornpipe» и «The Irish Jig». «The Sailor’s Hornpipe» был преобразован из английского танца, который сейчас наиболее часто исполняется в Шотландии. «The Irish Jig» является карикатурой на ирландские танцы: танцор в красно-зелёном костюме изображает ирландскую прачку, ругающую своего упрямого мужа, сердито жестикулируя и хмурясь. Если «Irish Jig» танцуется дамой, то танец о страдающей жене, ругающей мужа или о прачке, гонящейся за негодными мальчишками, выпачкавшими выстиранное белье. Если танец танцует мужчина, то тогда это история о кожаных штанах Падди, в которой невнимательная прачка сильно посадила лучшие его кожаные штаны, а он, в свою очередь, в гневе замахнулся на неё своей дубинкой. В хорнпайпе показывается моряк флота Её Величества, выполняющий свою рутинную работу на борту: тянет канат, скользит по качающейся палубе и получает свой заработок. Танец включает в себя множество деталей, которые описывают сюжет танца, то есть танцор не касается своими ладонями белого костюма, имитирующего моряцкую униформу, притворяясь грязным.
«Drops of Brandy» ист. «Капли бренди», название мелодии, которую на английских военных кораблях в XVIII—XIX веках в полдень исполнял флейтист, чтобы подать сигнал, что наступило время выдачи команде рома; известно, что эта мелодия, но уже со словами, исполнялась при подъёме якоря.
Возможно, один из самых необычных характерных танцев, включенных в современные соревнования по хайланду — это кекуок (от англ. Cakewalk). Кекуок изначально исполнялся имитаторами чёрных рабов в Южной Америке, а в усложнённом виде как величественный бальный танец рабовладельцев. Это уникальный танец в соревнованиях по хайланду, так как только этот танец всегда танцуется в дуэте и не является оригинальным танцев Британских островов. Также уникальность этого танца в добавлении причудливых и часто возмутительных костюмов, на которых и основывается решение судьи по критерию артистизма. Пока конкурсы костюмов имеют место исключительно как формы одежды для определённого танца, костюмы для таких танцев будут очень ограничены (различия проявляются главным образом в выборе тартана, цвете пиджака или саша и выборе, например, шнурованного рукава и вельветовой жилетки вместо вельветового пиджака) и не будут играть существенной роли в соревнованиях. С другой стороны, пока кекуок танцуется в традиционной шотландской одежде, танцоры часто предпринимают попытку поднять свой уровень за счёт самого яркого и неожиданного костюма для своего дуэта, например, Франкенштейна и его невесты или Микки и Минни Маус. Кекуок, как правило, танцуется только на очень крупных соревнованиях, таких как национальные или внутрирегиональные чемпионаты и, обычно, ограничен танцорами высшего уровня (уровень «open»).
Добавление кекуока в список соревновательных хайланд-танцев было предложено знаменитым танцором, судьей и экзаменатором Джеймсом Л. МакКензи (James L. McKenzie), а танец в том виде, в котором он ныне исполняется, был составлен мисс Элспет Стратерн (Elspeth Strathern). Это любимый танец среди танцоров-конкурсантов и публики, в том числе и из-за костюмов и артистизма. Кекуок обычно танцуют под «Whistling Rufus», написанный Кэрри Милзом (Kerry Mills) в 1899 г.
Национальные танцы на Играх горцев привносят некоторую новизну и включают в себя обязательно «Scottish Lilt», «The Earl of Erroll», «Blue Bonnets», «Hielan' Laddie», «The Scotch Measure», «Flora MacDonald’s Fancy», «The Village Maid» and «Wilt thou go to the barracks, Johnny?», которые показывают историю танца и другие аспекты шотландской культуры и истории. Их характер изменялся бурно, и не все из этих танцев подходят для исполнения с использованием стандартной соревновательной техники и стиля. Большинство национальных танцев придумано танцмастерами в XIX в. и имеют ярко выраженное балетное влияние, адаптировавшее более ранние традиционные танцы под более поздние стандарты. «The Earl of Erroll», например, почти безусловно основан на танцах в жёсткой обуви в XVIII в., хотя нынешние хайланд танцоры исполняют его в обычных мягких гилли.
Национальные танцы были придуманы женщинами, так как женщинам изначально не позволялось танцевать хайланд и носить килт. Тем не менее, они танцевали характерные танцы, более мягкие и более похожие на балет, а форменной одеждой для таких танцев стал «абойн» (англ. Aboyne): после Игр Горцев, проходивших в городе Абойн, где дамам не позволили надеть килты для исполнения танцев. Этот костюм состоит из тартановой юбки, белой блузки, бархатной жилетки, отделанной шнуром спереди, и саша, закрепленного на плече и талии. Также для исполнения национальных танцев может использоваться простое белое платье с сашем на плече. В наши дни и мужчины, и женщины танцуют и хайланд, и национальные танцы (мужчины для них могут надевать клетчатые брюки вместо килта).

## Общий список танцев
- Aberdonian Lassie
- Bargenny Twasome
- Barracks Johnnie (Wilt thou go to the Barracks, Johnnie?)
- Blue Bonnets
- Blue Bonnets Over the Border
- The Broadswords
- Caisteal Chiosamul (Kismul Castle)
- The Cakewalk
- Cath nan Coileach
- Cockney Jocks
- Come Ashore Jolly Tar
- Dancing Fingers
- Dannsa nan Sgoiltean Beaga (Dance of the young schoolchildren)
- The Deeside Lilt
- Douglas Reel
- The Dusty Miller
- Earl of Errol
- Fligmagearie
- Highland Fling
- Flora MacDonald
- Flower of Benbecula
- The Flowers of Edinburgh
- Highland Laddie
- The Highland Reel
- The Jacobite Sword Dance
- The «Irish» Jig
- The Lilt. 9/8 step dance to «The Battle of the Somme»
- The Lochaber Broadsword
- Merry Leaves
- Miss Alison Little
- Miss Gayton’s Hornpipe
- New Claret
- O’er the Water to Charlie
- Over the Waters
- Para Handy
- Peaceful Maiden
- The Reel of Tulloch or «Hullachan»
- Ruidle nan Coileach Dhubha (Reel of the Black Cocks)
- The Sailor’s Hornpipe
- Scottish/Scotch Measure
- Seann Truibhas
- The Shepherd’s Crook
- The Strathspey
- The Sword Dance (Gillie Chalium)
- Take Five
- Tribute to J. L. McKenzie
- Tulloch Gorm
- The Twasome
- Village Maid

## Используемая музыка, темп игры, особенности
- Highland Fling

Музыкальный размер: 4/4
Темп игры: 114 тактов в минуту
Композиция: «Monymusk» или другой подходящий страспей
- Sword Dance

Вступление: 4 такта
Темп игры: 102 такта в минуту (медленная часть) и 122 такта в минуту (быстрая часть)
Композиция: «Gillie Chalium»
- Sean Triubhas

Темп игры: 94 такта в минуту (медленная часть) и 114 такта в минуту (быстрая часть)
Композиция: «Whistle ower the Lave o’t’»
- Strathspey

Темп игры: 114 такта в минуту
Композиция: Любой подходящий страспей
- Reels

Темп игры: 106 тактов в минуту
Композиция: Любой подходящий шотландский рил
- Reel of Tulloch

Темп игры: 106 тактов в минуту
Композиция: «Reel of Tulloch»
- Scottish Lilt

Музыкальный размер: 9/8
Темп игры: 40 тактов в минуту
Композиция: «Drops O’ Brandy» or «Broase and Butter»
- Wilt Thou go to Barracks Johnnie

Музыкальный размер: 2/4
Темп игры: 52 такта в минуту
Композиция: «Braes O’ Ma»
- Scotch Measure

Музыкальный размер: 4/4
Темп игры: 40 тактов в минуту
- Highland Laddie

Музыкальный размер: 2/4
Темп игры: 50 тактов в минуту
Композиция: «Highland Laddie»
- Flora macDonald’s Fancy

Музыкальный размер: 6/8
Темп игры: 40 тактов в минуту
Композиция: «The Last Measure Prince Charlie Danced with Flora MacDonal» или «Wha’ll be King but Charlie»
- Blue Bonnets Over the Border

Музыкальный размер: 6/8
Темп игры: 48 тактов в минуту
Композиция: «Blue Bonnets over the Border»
- The Earl of Errol

Музыкальный размер: 4/4
Темп игры: 36 тактов в минуту
Композиция: «The Earl of Errol» или «The 23rd Countess of Errol»
- The Village Maid

Музыкальный размер: 2/4
Темп игры: 40 тактов в минуту
Композиция: «The Village Maid»
- Irish Jig

Музыкальный размер: 6/8
Темп игры: 120 (60) тактов в минуту
Композиция: Любая подходящая ирландская джига
- Sailors' Hornpipe

Музыкальный размер: 4/4
Темп игры: 208 (52) тактов в минуту
Композиция: Любой подходящий хорнпайп